# Oreophryne streiffeleri
Oreophryne streiffeleri es una especie de anfibio anuro de la familia Microhylidae.

## Distribución geográfica
Esta especie es endémica de la provincia de Enga en Papúa Nueva Guinea. Se encuentra a 2900 m de altitud.

## Descripción
Los machos miden de 20.2 a 22.4 mm y las hembras de 22.5 a 25.1 mm.

## Etimología
Esta especie lleva el nombre en honor a Heinz Streiffeler.

## Publicación original
- Günther & Richards, 2012 : Five new microhylid frog species from Enga Province, Papua New Guinea, and remarks on Albericus alpestris (Anura, Microhylidae). Vertebrate Zoology, vol. 61, n.º 3, p. 343-372[2]